# Raj'a
Pour les articles homonymes, voir raja.
Raj'a, en arabe الرجعة, se rapporte au retour dans la vie de certaines personnes qui sont décédées, selon la définition donnée par Al-Jawahiri et Fayruz Abadi.

## La Raj`a pour leschiites
Dans la croyance chiite, Raj'a est une époque de vie qui précède la vie après la mort, connue aussi comme Qiyamat et jour du jugement. À la Raj'a, dieu ramènera certaines personnes qui ont été opprimées dans leur vie, avec leur oppresseur, pour leur faire justice. Les opprimées auront alors le privilège de faire cette justice eux-mêmes. Les chiites utilisent certains versets du coran pour justifier cette idée. Notamment les versets qui parlent du monde ayant deux vies et deux morts.

## La Raj`a pour lessunnites

### Al-Suyuti
Al-Suyuti, dans son œuvre « l'éclaircissement sur la possibilité de voir le prophète et les anges », en arabe تنوير الحلك في إمكان رؤية النبي والملك, explique que lui-même a vu le prophète Mahomet plus de 70 fois dans sa vie.

### Al-Qurtubi
Abu 'Abdullah Al-Qurtubi explique que tous les prophètes retrouvent leur apparence physique et apparaissent à ceux qu'ils choisissent.

### Ibn Arabî
Ibn Arabî, un juge très respecté au milieu de soufisme, croyait qu'il est possible de voir le prophète dans la vie réelle ou entendre sa voix et que c'est une croyance sainte et pure.